# 拉蒙德·穆雷
拉蒙德·莫里斯·穆雷（英語：Lamond Maurice Murray，1973年4月20日—），美国NBA联盟职业篮球运动员。他在1994年的NBA选秀中第1轮第7顺位被洛杉矶快船选中。